# Gerhild Lassen
Gerhild Lassen ist eine ehemalige deutsche Handballspielerin.
Lassen war mit dem SC Union 03 Hamburg in der Handball-Bundesliga vertreten. 1982 beendete die als Lehrerin tätige Spielerin im Alter von 27 Jahren ihre Leistungssportlaufbahn.